# Whiting (Vermont)
Whiting város az USA Vermont államában, Addison megyében. Lakosainak száma 405 fő (2020. április 1.).

## Népesség
A település népességének változása:

| 2010 | 419 |
| 2020 | 405 |